# جي. ستيفن رووي
جي. ستيفن رووي (بالإنجليزية: G. Steven Rowe)‏ هو محامي وسياسي أمريكي، ولد في 23 أبريل 1953. حزبياً، نشط في الحزب الديمقراطي. وقد انتخب المدعي العام لمين ‏.

## وصلات خارجية
- الموقع الرسمي